# Marrakech
Marrakesh (/məˈrækɛʃ/ or /ˌmærəˈkɛʃ/; tiếng Ả Rập: مراكش Murrākuš; ngữ tộc Berber: ⴰⵎⵓⵔⴰⴽⵓⵛ Meṛṛakec, tiếng Pháp: Marrakech)  là một thành phố lớn của Vương quốc Maroc. Đây là thành phố lớn thứ tư của đất nước, sau Casablanca, Fes và Tangier. Đây là thủ phủ của vùng Marrakesh-Safi ở miền trung tây nam Maroc. Nằm ở phía bắc của Dãy núi Atlas phủ đầy tuyết, Marrakesh nằm cách Tangier 580 km (360 mi) về phía tây nam, cách thủ đô Rabat 327 km (203 mi) về phía tây nam, cách Casablanca 239 km (149 mi) về phía nam, và cách Agadir 246 km (153 mi) về phía đông bắc. Điều tra dân số năm 2014 của thành phố là 928.850 người.
Marrakesh là thành phố quan trọng thứ hai trong số thành phố cổ của Maroc, chỉ sau Fes. Thành phố này là nơi được những Người Berber sinh sống từ Thời đại đồ đá mới, nhưng thành phố thực sự được thành lập vào năm 1062 bởi Abu Bakr ibn Umar, vị thủ lĩnh và là anh em họ của vua Almoravid Yusuf ibn Tashfin. Vào thế kỷ thứ 12, người Almoravid đã xây dựng nhiều Madrasa và nhà thờ Hồi giáo tại Marrakesh, chịu ảnh hưởng từ Andalucía. Những bức tường màu đỏ của thành phố được xây dựng bởi Ali ibn Yusuf từ 1122–1123 và nhiều tòa nhà bằng đá sa thạch đỏ được xây dựng trong thời kỳ này, khiến thành phố có biệt danh là "Thành phố đỏ" hay "Thành phố đất son". Marrakesh phát triển nhanh chóng và trở thành trung tâm văn hóa, tôn giáo, thương mại lớn của Maghreb và châu Phi cận Sahara. Jemaa el-Fnaa là quảng trường tấp nập nhất tại châu Phi.
Sau một thời gian suy giảm thì thành phố đã bị Fes vượt mặt nhưng vào đầu thế kỷ 16, nó lại trở thành thủ đô của vương quốc. Thành phố lấy lại những gì tinh túy nhất của mình dưới Triều đại Saadi của Abu Abdallah al-Qaim và Ahmad al-Mansur, những người có công tôn tạo thành phố với việc cho xây dựng Cung điện El Badi vào năm 1578 cùng với việc phục hồi nhiều di tích đổ nát. Bắt đầu từ thế kỷ 17, thành phố trở nên phổ biến đối với những người hành hương Sufi giáo với bảy vị thánh bảo trợ của Maroc. Năm 1912, Cơ quan bảo hộ Pháp ở Maroc được thành lập và T'hami El Glaoui trở thành Tổng trấn (Pasha) của Marrakesh và giữ vị trí này gần như trong suốt thời kỳ bảo hộ cho đến khi Maroc độc lập và tái thiết chế độ quân chủ vào năm 1956. Năm 2009, Fatima-Zahra Mansouri trở thành người phụ nữ thứ hai tại Maroc được bầu làm thị trưởng một thành phố khi làm thị trưởng của Marrakesh từ năm 2009 đến 2015.
Giống như nhiều thành phố của Maroc, Marrakesh cũng bao gồm một thành lũy cổ với những quầy bán hàng rong và sạp hàng trong khu phố cổ được gọi là Medina, giáp với các khu phố hiện đại, nổi bật nhất là Gueliz. Ngày nay, đây là một trong số những thành phố bận rộn nhất châu Phi phục vụ như là một trung tâm kinh tế và điểm du lịch lớn. Du lịch được ủng hộ mạnh mẽ bởi Quốc vương Maroc Mohammed VI với mục tiêu tăng gấp đôi lượng khách du lịch tới Maroc lên 20 triệu du khách vào năm 2020. Mặc dù suy thoái kinh tế nhưng lĩnh vực bất động sản và khách sạn tại Marrakesh vẫn tăng trưởng mạnh mẽ trong thế kỷ 21. Thành phố là một địa điểm phổ biến với người Pháp và nhiều nhân vật nổi tiếng ở Pháp cũng sở hữu bất động sản ở đây. Marrakesh là nơi có chợ truyền thống (Souq) lớn nhất Maroc với khoảng 18 loại Souq bán các mặt hàng từ thảm Berber truyền thống cho đến đồ điện tử hiện đại. Hàng thủ công sử dụng một tỷ lệ đáng kể người lao động, những người chủ yếu bán sản phẩm của họ cho khách du lịch. Thành phố là một trong những trung tâm buôn bán động vật hoang dã lớn nhất Bắc Phi, bất chấp việc hầu hết các giao dịch này là bất hợp pháp. Phần lớn các giao dịch này diễn ra ngay trong Medina và quảng trường lân cận. Phổ biến nhất là rùa được bán làm thú cưng, nhưng khỉ Barbary và rắn cũng có thể được thấy.
Thành phố được phục vụ đi lại bởi Sân bay quốc tế Menara và Ga đường sắt Marrakesh kết nối với Casablanca và nhiều thành phố khác ở bắc Maroc. Thành phố là nơi có một số cơ sở giáo dục lớn như là Đại học Cadi Ayyad. Về thể thao, đây là nơi có nhiều câu lạc bộ bóng đá của Maroc như Najm de Marrakech, Kawkab Marrakech, Mouloudia de Marrakech, Olympique Marrakech. Đường đua Marrakesh là nơi tổ chức nhiều sự kiện quốc tế lớn như Auto GP, Công thức 2 FIA và Giải vô địch xe du lịch thế giới.

## Địa lý

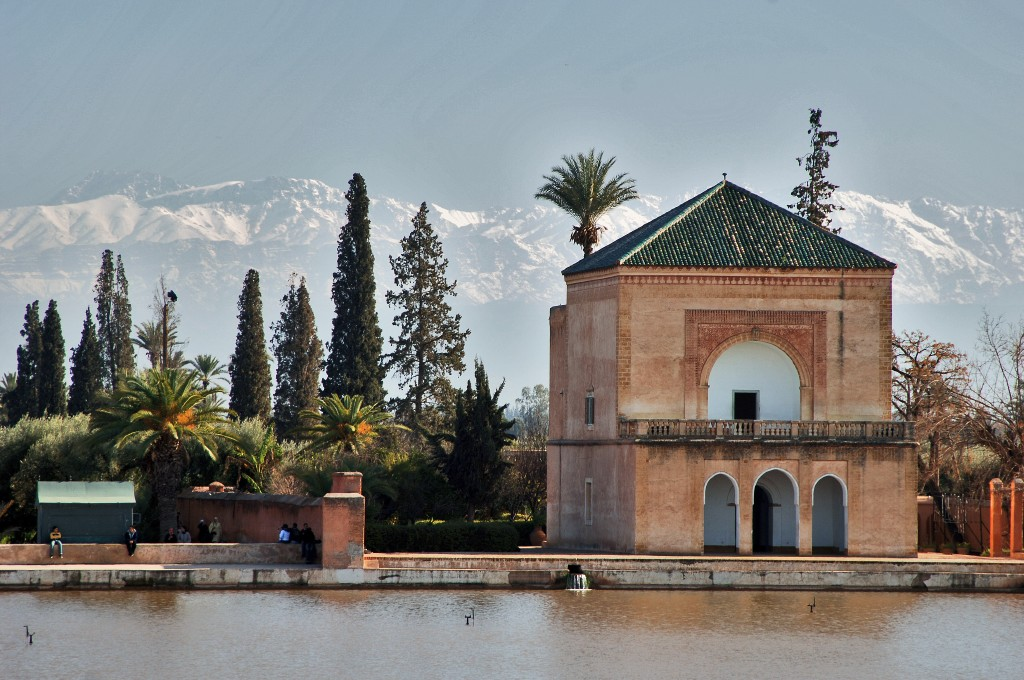
Vào mùa đông, Dãy núi Atlas được phủ băng và tuyết.

Bằng đường bộ, thành phố nằm cách 580 kilômét (360 mi) về phía tây nam của Tangier, 327 kilômét (203 mi) về phía tây nam của thủ đô Rabat, 239 kilômét (149 mi) về phía tây nam Casablanca, 196 kilômét (122 mi) về phía tây nam Beni Mellal, 177 kilômét (110 mi) về phía đông Essaouira, và 246 kilômét (153 mi) về phía đông bắc Agadir. Thành phố mở rộng về phía bắc của trung tâm thành cổ bao gồm các vùng ngoại ô Daoudiat, Diour El Massakine, Yamama, Sidi Abbad, Sakar và Malizia; về phía đông nam với Sidi Youssef Ben Ali, về phía tây với Massima và phía tây nam tới Hay Annahda, Berradiand ngoài khu vực sân bay. Trên đường P2017 dẫn về phía nam thành phố là những ngôi làng lớn như Douar Lahna, Touggana, Lagouassem, và Lahebichate, cuối cùng băng qua sa mạc để tới thị trấn Tahannaout, rìa của dãy Đại Atlas, bao gồm những đỉnh núi cao nhất Bắc Phi. Độ cao trung bình của những đỉnh núi tuyết này là trên 3.000 mét (9.800 ft), với địa chất là đá vôi hình thành từ kỷ Jura. Dãy núi chạy dọc bờ biển Đại Tây Dương, sau đó trồi lên ở phía đông Agadir và kéo dài về phía đông bắc qua Algeria trước khi kết thúc ở Tunisia.
Thung lũng Sông Ourika nằm cách 30 kilômét (19 mi) về phía nam của thành phố Marrakesh. Thung lũng bạc của sông Ourika uốn cong về phía bắc Marrakesh và ngọn núi đỏ Jebel Yagour phủ đầy tuyết ở phía nam là những địa điểm tham quan tại khu vực này. David Prescott Barrows mô tả Marrakesh là thành phố huyền bí của Maroc, khi nó nằm cách chân dãy núi Atlas khoảng 15 hay 20 dặm (25–30 km). Từ đây, cảnh tượng của dãy núi núi tuyệt vời, không khí trong lành, cảnh quan gồ ghề về phía bắc và phía đông. Vào mùa đông, tuyết phủ trắng xóa và bầu trời trong xanh với khung cảnh xám xịt của đá tạo thành vẻ đẹp vô song.
Với 130.000 hecta cây xanh và hơn 180.000 cây cọ trong khu rừng Palmeraie, Marrakesh là ốc đảo của nhiều loài thực vật phong phú. Trong suốt cả năm, cam, sung, lựu và Ôliu tươi tốt đầy màu sắc trong các khu Vườn Agdal, Menara và nhiều khu vườn khác trong thành phố. Các khu vườn là nơi có nhiều loài thực vật bản địa và du nhập trong suốt nhiều thế kỷ như Tre khổng lồ, Yucca, Cói, Cọ, Chuối, Bách, Ráy, Hoa hồng, Hoa giấy, Thông và nhiều loài Xương rồng.
Về mặt khí hậu, thành phố mang Khí hậu bán khô hạn là chủ yếu. Nhiệt độ trung bình dao động từ 12 °C (54 °F) trong mùa đông cho đến 26–30 °C (79–86 °F) vào mùa hè. Mua đông ẩm và mùa hè khô nóng là đặc trưng của Khí hậu Địa Trung Hải. Tuy nhiên, thành phố lại có lượng mưa ít hơn so với thường thấy của kiểu khí hậu Địa Trung Hải khiến nó bị phân loại là khí hậu bán khô hạn. Từ năm 1961 đến 1990, thành phố có lượng mưa trung bình năm là 281,3 milimét (11,1 in). Barrows nói về khí hậu của khu vực này, Marrakesh thường được mô tả là sa mạc nhưng với một người quen thuộc khu vực Tây Nam Hoa Kỳ thì Marakesh không phải là sa mạc mà là khu vực có lượng mưa theo mùa, nơi hơi ẩm dưới lòng đất chứ không phải dòng chảy bề mặt, nơi những cây cọ thay thế cho những khu rừng cần nhiều nước hơn. Thành phố nằm ở phía bắc của dãy Atlas chứ không phải phía nam nên nó không phải là một thành phố sa mạc, nhưng nó vẫn là trọng tâm phía bắc của các tuyến giao thương Sahara, và lịch sử, dân cư, thương mại, nghệ thuật, tất cả đều không liên quan đến khu vực vĩ đại nam Atlas và xa hơn vào sa mạc Sahara.

## Kinh tế
Thành phố là một cấu thành quan trọng của nền kinh tế và văn hóa Maroc. Tuyến đường cao tốc Marrakesh tới Casablanca, Agadir và sân bay tạo tiền đề giúp gia tăng mạnh mẽ ngành du lịch, thu hút hơn hai triệu khách du lịch ghé thăm mỗi năm. Vì tầm quan trọng của nó đối với ngành du lịch Maroc, Quốc vương Mohammed VI đã tuyên bố sẽ thu hút khoảng 20 triệu du khách mỗi năm đến Maroc vào năm 2020, tăng gấp đôi so với năm 2012. Thành phố là một địa danh nổi tiếng đối với người Pháp, và nhiều người Pháp nổi tiếng đã sở hữu bất động sản tại đây, bao gồm cả ông trùm thời trang Yves Saint Laurent và Jean-Paul Gaultier. Trong những năm 1990, có rất ít người nước ngoài sống trong thành phố, nhưng sự phát triển bất động sản đã tăng lên đáng kể trong 15 năm qua; đến năm 2005, hơn 3.000 người nước ngoài đã mua bất động sản trong thành phố, khi bị thu hút bởi nền văn hóa của nó và giá nhà cửa tương đối rẻ. Nó được trích dẫn trên tạp chí Le Point như là Saint-Tropez thứ hai. Tuy nhiên, bất chấp sự bùng nổ trong ngành du lịch, phần lớn cư dân của thành phố vẫn còn sống trong cảnh đói nghèo, và đến năm 2010 có khoảng 20.000 hộ gia đình vẫn không được sử dụng nước hoặc điện. Nhiều doanh nghiệp trong thành phố đang phải đối mặt với những khoản nợ khổng lồ.
Mặc dù Khủng hoảng tài chính toàn cầu diễn ra vào đầu năm 2007 nhưng đầu tư vào bất động sản tiến triển đáng kể trong năm 2011 cả trong lĩnh vực lưu trú du lịch và nhà ở xã hội. Những phát triển chính là về cơ sở vật chất cho khách du lịch bao gồm khách sạn và trung tâm giải trí như sân golf, spa, chăm sóc sức khỏe, với khoản đầu tư 10,9 tỷ dirham (1,28 tỷ USD) vào năm 2011. Số lượng khách sạn trong những năm gần đây tăng trưởng nhanh. Năm 2012, đã có 19 dự án khách sạn mới được phát triển, tạo ra sự bùng nổ thường được so sánh với Dubai. Tập đoàn Tài chính GFH là một trong những nhà phát triển dự án hàng đầu tại Maroc, với dự án khu nghỉ mát rộng 380 ha (940 mẫu Anh) ở ngoại ô thành phố, là một trong những khu nghỉ dưỡng năm sao của Maroc. Nó dự kiến sẽ đóng góp đáng kể cho nền kinh tế địa phương và quốc gia, tạo ra nhiều việc làm và thu hút hàng ngàn du khách mỗi năm; tính đến tháng 4 năm 2012, khu nghỉ dưỡng này đã hoàn thành khoảng 45% tiến độ dự án. Đại lộ Mohammed VI trước đây có tên là Đại lộ Pháp là một con đường lớn trong thành phố. Nó đã chứng kiến sự phát triển nhanh chóng của các khu dân cư và nhiều khách sạn sang trọng. Đại lộ Mohammed VI là nơi có Pacha Marrakech được cho là hộp đêm lớn nhất châu Phi. Ngoài ra là hai tổ hợp rạp chiếu phim lớn, Le Colisée à Gueliz và Cinéma Rif, và khu mua sắm Al Mazar.

## Hình ảnh

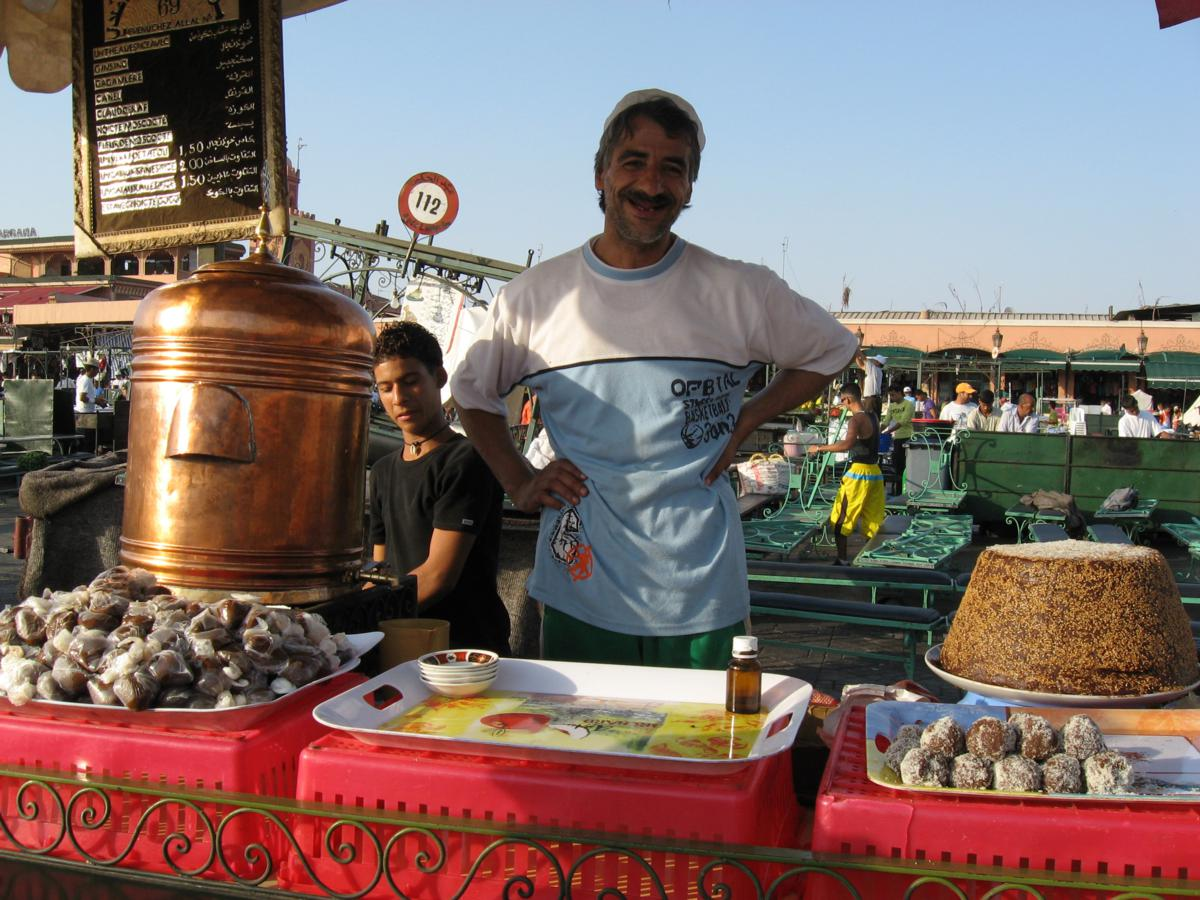
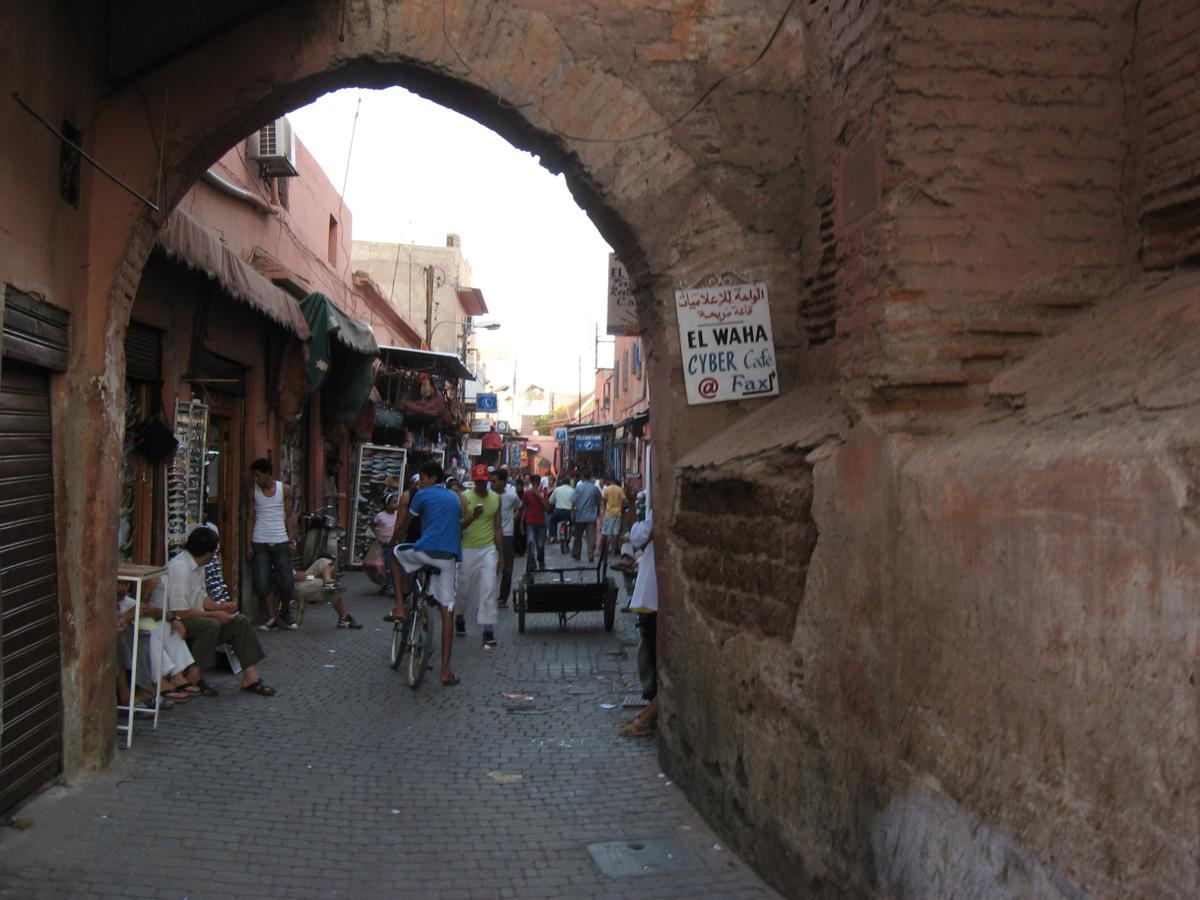
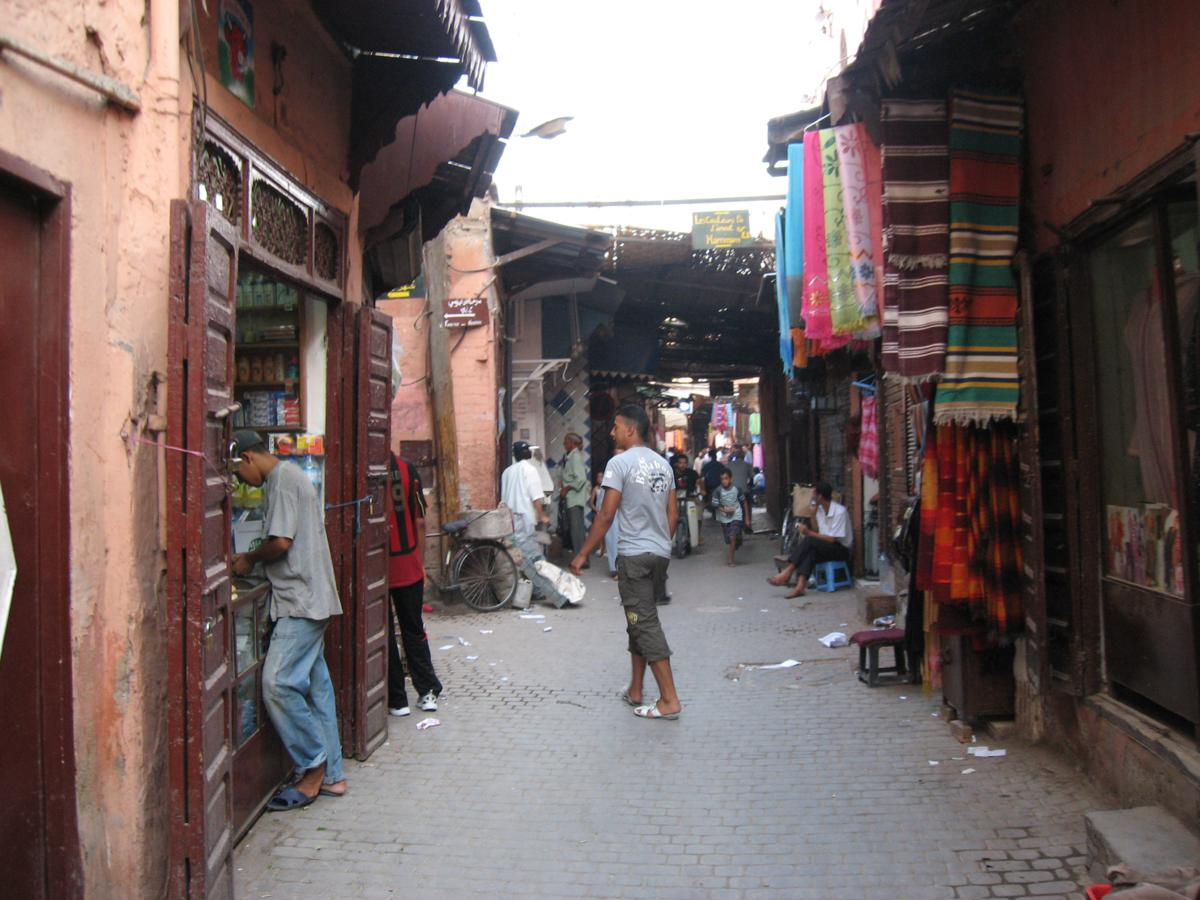
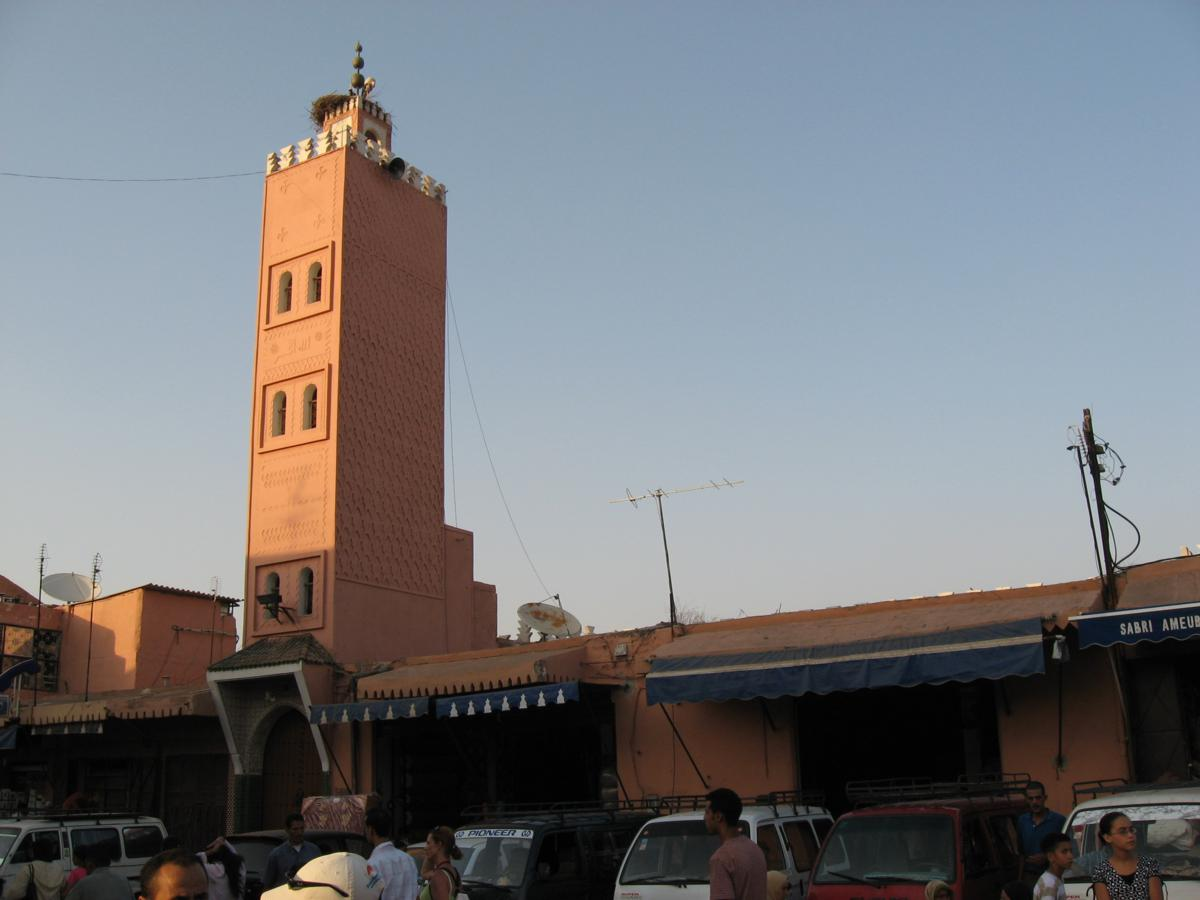
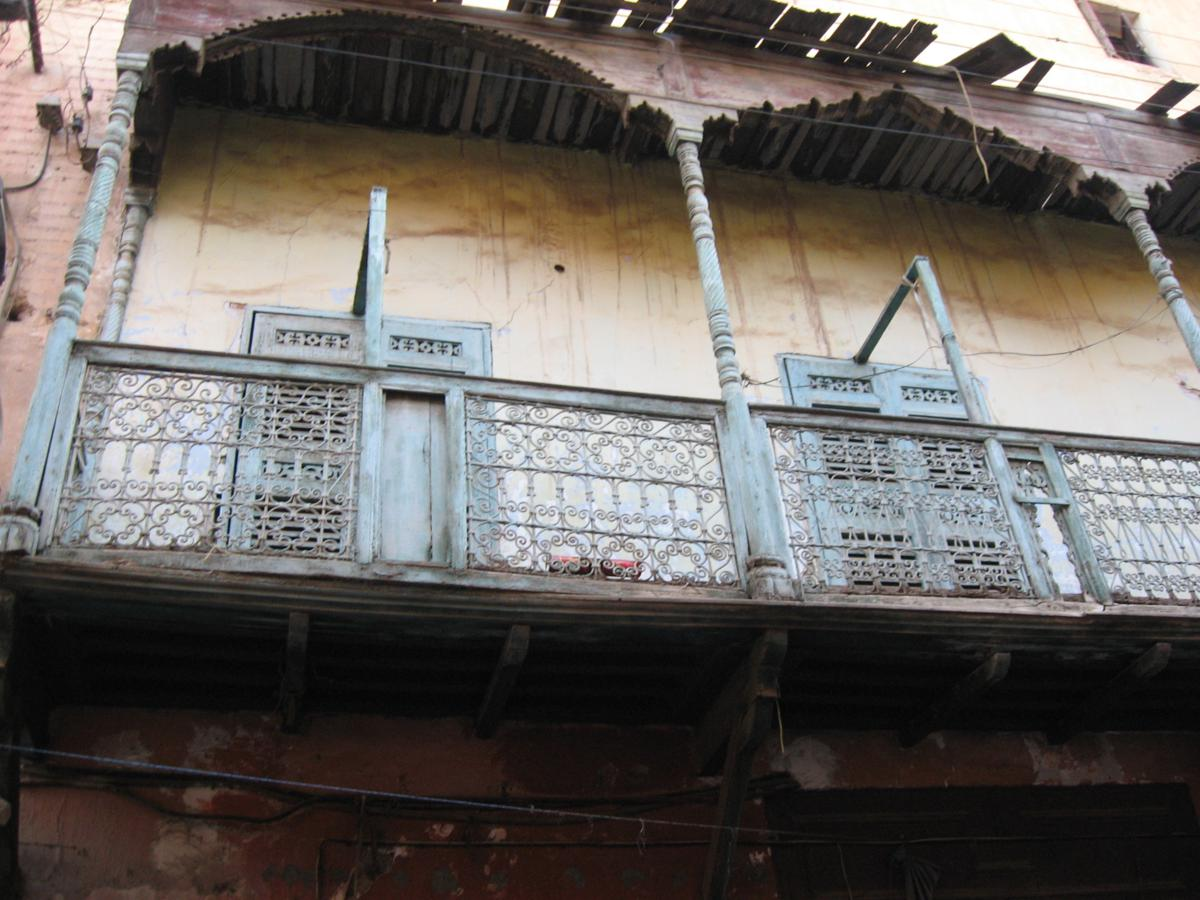
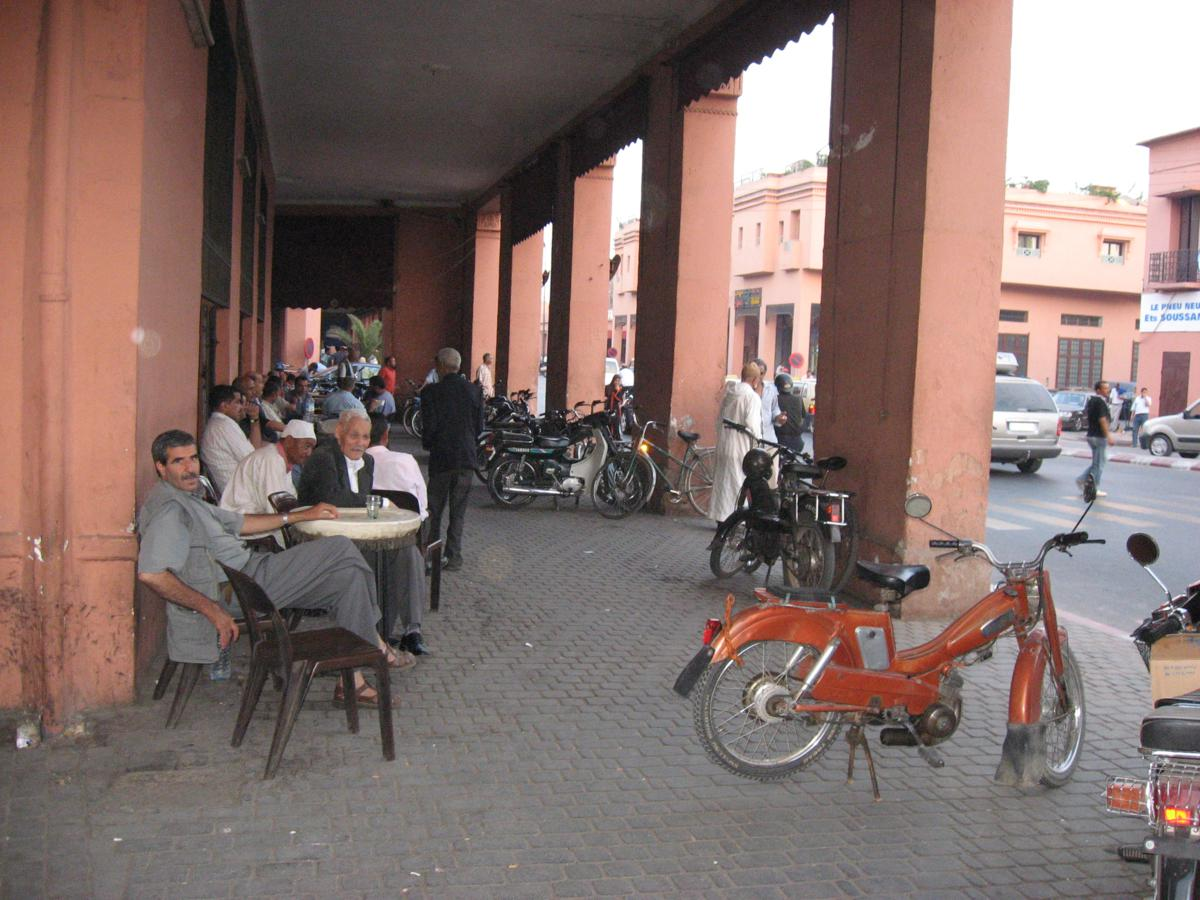